# Андрагор
Андрагор (др.-греч. Ανδραγόρας) — последний селевкидский сатрап Парфиены и Гиркании с приблизительно 270 года до н. э.; возможно, независимый правитель Парфии с около 256/247 по около 235 годы до н. э. Согласно утверждению Юстина, погиб в войне с вторгшимися в Парфию Аршакидами.

## Сведения об Андрагоре

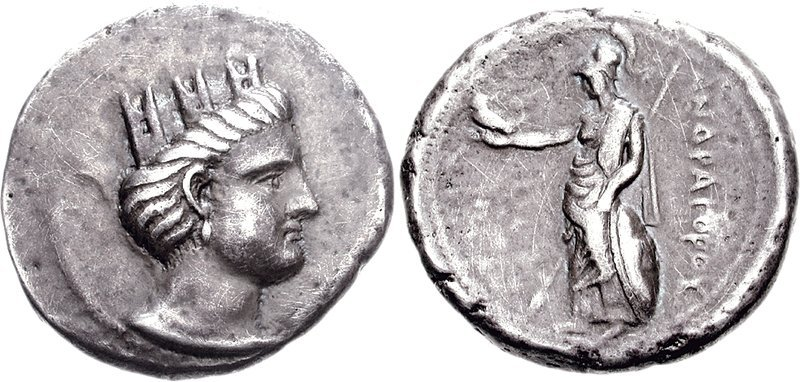
Серебряная тетрадрахма Андрагора. На лицевой стороне изображён профиль богини Тюхе вправо, увенчанный короной из крепостных башен; на оборотной стороне — стоящая в доспехах Афина с совой на вытянутой руке, справа легенда: «ΑΝΔΡΑΓΟΡΟΥ»

Фигура Андрагора стала предметом длительной научной дискуссии после обнаружения монет с его именем в составе Амударьинского клада («Сокровище Окса»), найденного в 1878—1879 годах у реки Амударьи в городище Тахти-Кувад (территория современного Шаартузского района Республики Таджикистан). На лицевой стороне этих статеров изображён профиль бородатого мужчины вправо с лентой на волосах, завязанной на затылке на манер диадем на монетах эллинистических правителей, на оборотной стороне — мужская фигура в доспехах на квадриге в галопе, под которой помещена легенда «ΑΝΔΡΑΓΟΡΟΥ» на греческом языке. Вместе со статерами были обнаружены серебряные тетрадрахмы Андрагора с той же легендой на оборотной стороне, но с другими изображениями.
Полученные нумизматические данные исследователи попытались соотнести со сведениями Юстина о двух сатрапах Парфии, носивших имя Андрагор. В одном месте своего исторического труда Юстин указывает, что «покорив парфян, Александр поставил над ними сатрапом (praefectus) Андрагора из персидской знати; от него произошли позднейшие парфянские цари» (XII. 4, 12). В другом месте Юстин повествует о том, что парфяне впервые отложились от государства Селевкидов во время Первой Пунической войны (264—241 до н. э.) в консульство Луция Манлия Вульсона и Марка Атилия Регула (XLI. 4, 3), что соответствует 256 году до н. э. Далее Юстин указывает, что «тогда же отложился от [македонян] и Диодот, правитель тысячи бактрийских городов, и приказал именовать себя царем; следуя этому примеру, от македонян отпали народы всего Востока» (XLI. 4, 5). После этого у Юстина следует рассказ о том, как Аршак (Арсак), «человек неизвестного происхождения, но испытанной доблести» (XLI. 4, 6), узнав, что царь Селевк II был разбит в Малой Азии, вторгся в Парфию, победил и убил её правителя Андрагора и захватил власть над парфянами (XLI. 4, 7). События, касающиеся первого упоминания Юстином Андрагора, относятся к 20-м годам IV века до н. э., касающиеся убийства Андрагора — к 40-м или даже 30-м годам III века до н. э..
Дополнительным источником сведений об Андрагоре стала надпись из района Горгана (Гиркания), составленная от имени некоего Эвандра, высокопоставленного селевкидского сановника. Эвандр обращается к своим подчиненным Андрагору и Аполлодоту по поводу освобождения некоего раба Гермея. Исходя из того, что Андрагор в надписи упомянут раньше Аполлодота, вероятно, он занимал более высокую должность в администрации этого района, входившего в состав Гиркании, и вполне мог быть сатрапом Гиркании (которая в государстве Селевкидов составляла вместе с Парфией единую сатрапию). Надпись не содержит точной даты, однако оканчивается формулой «ради царя Антиоха и царицы Стратоники и [их] детей», что даёт основание датировать её периодом 281—261 годов до н. э. Исходя из этого, делается вывод, что Андрагор в указанный период, вероятно, уже был сатрапом Парфиены и Гиркании. Упоминание в надписи царских детей (а не одного старшего сына) позволило сделать вывод, что в момент её создания соправителями Антиоха I были уже оба его сына — Селевк и Антиох, что имело место примерно между апрелем и октябрем 266 года до н. э. Таким образом, послание Эвандра можно датировать 266 годом до н. э., что является наиболее ранним упоминанием об Андрагоре.

## Полемика вокруг Андрагора
После обнаружения монет Андрагора в научной среде разгорелась полемика (не окончившаяся до сих пор), касающаяся времени их чеканки и соотношения полученных нумизматических данных со сведениями Юстина. Мнения учёных разделились на две основные группы. Английский археолог и нумизмат Перси Гарднер первым высказал мнение, что монеты Андрагора принадлежат бывшему селевкидскому сатрапу Парфии (современнику Селевка I или его преемников Антиоха I и Антиоха II), который добился независимости и в ознаменование этого начал чеканить собственные золотые статеры и серебряные тетрадрахмы. Мнение Гарднера поддержал немецкий историк античности Ульрих Вилькен. Другие исследователи (А. Каннингем, Э. Рэпсон, В. Рос) склонялись к тому, что указанные монеты были отчеканены Андрагором, которого, по утверждению Юстина, сатрапом Парфии назначил сам Александр Македонский. Нашлись и такие, кто вообще отрицал принадлежность монет Андрагора упомянутым Юстином сатрапам Парфии, считая, что их отчеканил какой то другой Андрагор и не обязательно в Парфии (Дж. Хилл, У. Тарн, Н. Дибвойз).
С течением лет теория П. Гарднера о сатрапе Парфии Андрагоре, отделившемся от Селевкидской империи около середины III века до н. э. и отчеканившим монеты со своим именем, приобретала всё больше сторонников среди исследователей эллинизма и к настоящему времени заняла практически господствующее положение. Этому во многом способствовало установление полнейшей недостоверности сведений Юстина, касающихся «Андрагора из персидской знати», от которого де «произошли позднейшие парфянские цари». Этот отрывок не согласуется как с соответствующими данными из труда Арриана, так и со сведениями самого Юстина о правителях Парфии после смерти Александра Великого, приведёнными в другом месте его произведения. Ненадежность утверждения Юстина о сатрапе Андрагоре, назначенном Александром Македонским, ещё до обнаружения Амударьинского клада отмечал и основоположник систематического изучения эллинизма Иоганн Густав Дройзен.

## Возможная биография
Соотношение надписи Эвандра из района Горгана (Гиркания), в которой упоминается Андрагор, с относительно новым клинописным источником, упоминающим в качестве соправителей царя Антиоха I двух его сыновей вместо одного, позволил современному российскому исследователю Парфии А. С. Балахванцеву датировать надпись из Горгана 266 годом до н. э. Таким образом, можно сделать вывод, что самое раннее датированное упоминание Андрагора относится к 266 году до н. э. В указанной надписи Андрагор не упоминается в качестве сатрапа, а сама надпись обнаружена на территории исторической Гиркании, а не Парфии.
На основании совокупности имеющихся сведений отечественные археологи-востоковеды И. М. Дьяконов и Е. В. 3еймаль в совместной работе 1988 года сформулировали мнение, что упоминаемый Юстином Андрагор стал селевкидским сатрапом Парфиены и Гиркании в период правления Антиоха I, то есть до 261 года до н. э.. В период ослабления власти Селевкидов Андрагор отложился от их государства (одновременно или вскоре после отделения сатрапа Бактрии Диодота) и в 247 году до н. э. (сразу после смерти Антиоха II) начал чеканить собственные монеты со своим именем, что в эллинистическую эпоху могли позволить себе лишь полностью независимые правители. Согласно легенде на сохранившихся монетах Андрагора, он не успел провозгласить себя царём. В 30-х годах III века до н. э. в Парфию вторглись Аршакиды, Андрагор был побеждён и убит Аршаком I, как об этом повествует Юстин.
Ряд исследователей, к примеру Н. Дибвойз, не признавали принадлежность монет Андрагора последнему селевкидскому сатрапу Парфии, считая, что упомянутый Юстином Андрагор собственных монет не чеканил и до самого конца оставался верен Селевкидам, пока не был свергнут и убит в ходе восстания парфян, возглавленного братьями Аршакидами. К схожим выводам пришёл А. С. Балахванцев, который отождествил Андрагора с младшим сыном Андрокла, царя кипрского города Аматунты, вместе с другими кипрскими царями перешедшего в 332 году до н. э. на сторону Александра Македонского. Согласно этой теории, Андрагор, подобно многим киприотам, поступившим на службу к Александру Великому и его наследникам, оказался в Бактрии, находившейся с 321 года до н. э. под управлением македонского сатрапа Стасанора, также выходца из одного из кипрских городов-государств. После смерти Стасанора не ранее 316 года до н. э. Андрагор мог выступить одним из претендентов на власть над Бактрией (одновременно с неким Софитом), в ознаменование чего мог отчеканить монеты со своим именем.